# Amanita velosa
Amanita velosa (лат.) — вид грибов из рода мухомор семейства мухоморовые (Amanitaceae).

## Описание
- Шляпка диаметром 4,2—11 см, у молодых грибов яйцевидной формы, затем раскрывается до выпуклой и почти плоской, во влажную погоду слизистая, окрашена в розовато-бурые или рыже-бурые тона, в центральной части обычно покрыта белым куском покрывала.
- Пластинки свободные от ножки или приросшие к ней, частые, белого или кремового цвета, иногда с розоватым оттенком.
- Ножка 7,6—13,3×0,9—2,6 см, ровная или сужающаяся книзу, с утолщением в основании, белого цвета, в верхней части гладкая или с мучнистым налётом, ниже иногда чешуйчатая. Вольва белая, мешковидная.
- Споровый порошок белого цвета. Споры 8,7—16,3×7—13 мкм, эллиптической формы, с гладкой поверхностью, неамилоидные.

Считается съедобным и вкусным грибом.

## Ареал и экология
Произрастает в Северной Америке. Образует микоризу с различными видами рода Дуб (Quercus), например, Quercus agrifolia.

## Сходные виды
- Amanita calyptroderma
- Amanita ocreata
- Amanita novinupta